# Edith Blake
Edith Bernal Osborne de Blake (7 de febrero de 1846 - 18 de abril de 1928) fue una botánica, zoóloga, taxónoma, e ilustradora irlandesa, conocida por su trabajo sobre la flora y la fauna de países como Sri Lanka, Bahamas y Jamaica.

## Biografía
Nació en 1846 en Newtown Anner House, cerca de Clonmel, condado de Tipperary (aunque su fecha de nacimiento es a menudo citada en 1845). Era hija mayor de Catalina Isabel Osborne y Ralph Bernal Osborne, que tomó el apellido de su esposa después de su matrimonio en 1844. Los Osbornes parecen haberse distanciado temprano en el matrimonio, con un padre que vive en Londres, y Edith y Grace criadas por su madre sola. La señora Osborne era una artista con talento, y alentó a sus dos hijas a ocuparse de actividades artísticas. Tales artistas a menudo se alojaban en Newtown Anner, incluyendo a Thomas Shotter Boys y Alexandre Calame, y es posible que las hermanas recibieron clases de ellos.
Edith desarrolló un interés por la botánica en todo este tiempo, lo que corresponde en los últimos años con el diseñador de los jardines Newtown Anner Joseph Paxton. Fanny Currey era un visitante frecuente de la casa, a la par colaborando en sobres ilustrados de 1858 a 1868.
En 1874 se casó con el viudo y subinspector de la Real Policía irlandesa Henry Arthur Blake. Como sus padres no estaban de acuerdo con el matrimonio, habiendo organizado de un matrimonio adecuado para ella, la pareja se fugó.
Tras el matrimonio, Edith fue desheredada. Ellos estuvieron protegidos por un tiempo por los amigos Richard y Harriet Bagwell de Marlfield House. La pareja tuvo dos hijos y una hija. Se mudaron a Belfast, viendo a Henry nombrado residente magistrado (RM) en 1876 y un "RM especial" durante la guerra de tierra. Cuando recibió amenazas de muerte, Edith viajaría con él armado con una pistola. A pesar del trabajo de su marido, Blake se mostró comprensiva con el nacionalismo romántico y se hizo amiga de Anna Parnell.

### Ilustración y escritura
En 1872, giró por Europa, visitando Austria, Alemania, Italia, Sicilia, Grecia y Turquía. Durante esas visitas tomó bosquejos de locales arquitecturas, el arte y la cultura, que se publicó en su primer libro "Twelve months in southern Europe" ("Doce meses en el sur de Europa") (1876). Su segunda publicación fue "The realities of Freemasonry" ("La realidad de la Masonería") en 1879. El marido de Blake recibió su primera cita en el servicio colonial británico en 1884, como gobernador de Bahamas 1884-1887, Terranova 1887-1888 , Jamaica 1889-1897, Hong Kong 1897-1903, y Ceilán de 1903 a 1907. Blake viajó con él, y en vez de entretenerse con la comunidad local expatriada inglesa, se concentró en su tiempo en la botánica y la pintura. Estudió la flora y la fauna en acuarelas, que ella pintó de la naturaleza. Ellos fueron expuestos en el Museo de la Ciencia y el Arte de Dublín en 1894. 196 de sus estudios de las etapas de la vida de lepidópteros de Jamaica están en la biblioteca de entomología del Museo de Historia Natural (Londres), y más de su trabajo está en manos del Jardín Botánico Nacional de Dublín. Se dice que, bien en las Bahamas, estaba pintada con una mascota serpiente envuelta alrededor de su cintura.
Blake produjo paisajes, y pintó la apertura del Ferrocarril Terranova Placentia en 1888. Ella contribuyó a una serie de revistas científicas de EE. UU. e inglesa, y estuvo muy involucrada en el desarrollo de los países donde la pareja vivió. El Museo Nacional del nativo americano en Nueva York sostiene en su colección de más de 100 artefactos americanos nativos de las Bahamas . Era una lingüista, hablando 9 idiomas incluyendo irlandés, ruso y chino. Tres hijos de la pareja, fueron pintados por Winslow Homer en ropaje árabe. Esa pintura fue presentada posteriormente en el programa de televisión de la BBC, Fake or Fortune?.
En 1907, Blake abrió un convento budista que fue nombrado en su honor en Sri Lanka.

## Últimos años
Tras el retiro de Henry en 1907, los Blake regresaron a Irlanda. Se establecieron en Myrtle Grove, Youghal, Condado de Cork, donde muchos de los cuadernos de Blake todavía se mantienen. La escalera estaba decorado por ella con ilustraciones botánicas. Como Lady Blake publicó 3 obras de teatro: Víspera de Samhain, La misión del Edén, y El cisne, todo ello adaptado de la mitología irlandesa. Tras la muerte de su marido en 1918, Blake vivió recluida, pero siguió pintando. Murió en Myrtle Grove el 18 de abril de 1926. La pareja está enterrada en el jardín de la casa.
Su colección en el Museo de Historia Natural de Londres se conservó en 1984 y se destacan por su valor científico.

## Obra

### Artículos en Littell's Living Age
- "In the Bahamas," en Littell's Living Age 177 (2292) 2 de junio de 1888.
- "On Seals and Savages," en Littell's Living Age 181 (2339) 27 de abril de 1889.

### Artículos en Popular Science Monthly
- "Aborigines of the West Indies", en Popular Science Monthly 52, enero de 1898.